# Japanse kampioenschappen schaatsen afstanden 2020 - 5000 meter mannen
De 5000 meter mannen op de Japanse kampioenschappen schaatsen afstanden 2020 werd gereden op vrijdag 25 oktober 2019 in het ijsstadion Hachinohe Skating Arena in Hachinohe.

## Statistieken
| #      | Schaatser          | Tijd       |
| ------ | ------------------ | ---------- |
| Goud   | Ryosuke Tsuchiya   | 6.29,35 BR |
| Zilver | Masahito Oobayashi | 6.31,25    |
| Brons  | Seitaro Ichinohe   | 6.31,46    |
| 4      | Shane Williamson   | 6.32,98    |
| 5      | Riku Tsuchiya      | 6.35,66    |
| 6      | Takuro Ogawa       | 6.37,25    |
| 7      | Motonaga Arito     | 6.39,87    |
| 8      | Takahiro Ito       | 6.39,89    |
| 9      | Shota Nakamura     | 6.43,37    |
| 10     | Taishi Yamamoto    | 6.45,24    |
| 11     | Tsubasa Horikawa   | 6.45,31    |
| 12     | Taiyo Morino       | 6.50,80    |
| 13     | Riki Hayashi       | 6.54,12    |
| 14     | Shouta Tanaka      | 6.54,72    |
| 15     | Koutaro Kasahara   | 6.57,65    |
| 16     | Taiga Tanaka       | 7.02,53    |
| 17     | Kazuya Yamada      | 7.03,07    |
| 18     | Masato Hayashi     | 7.03,40    |
| 19     | Keisuke Harada     | 7.04,93    |
| 20     | Nichika Endo       | 7.05,81    |
| 21     | Kenichiro Tomizu   | 7.15,31    |
| 22     | Hiro Daimon        | 7.15,50 PR |
| 23     | Seigo Ito          | 7.18,01    |
| 24     | Tatsuki Matsuzaki  | DQ         |

| Rit        | Baan   | Schaatser          | Tijd (rang)  |
| ---------- | ------ | ------------------ | ------------ |
| 1          | Binnen | Nichika Endo       | 7.05,81 (20) |
| 1          | Buiten | Hiro Daimon        | 7.15,50 (22) |
| 2          | Binnen | Taiga Tanaka       | 7.02,53 (16) |
| 2          | Buiten | Koutaro Kasahara   | 6.57,65 (15) |
| 3          | Binnen | Masato Hayashi     | 7.03,40 (18) |
| 3          | Buiten | Shouta Tanaka      | 6.54,72 (14) |
| 4          | Binnen | Seigo Ito          | 7.18,01 (23) |
| 4          | Buiten | Keisuke Harada     | 7.04,93 (19) |
| Dweilpauze |        |                    |              |
| 5          | Binnen | Kenichiro Tomizu   | 7.15,31 (21) |
| 5          | Buiten | Taiyo Morino       | 6.50,80 (12) |
| 6          | Binnen | Tatsuki Matsuzaki  | DQ           |
| 6          | Buiten | Riki Hayashi       | 6.54,12 (13) |
| 7          | Binnen | Shane Williamson   | 6.32,98 (4)  |
| 7          | Buiten | Taishi Yamamoto    | 6.45,24 (10) |
| 8          | Binnen | Shota Nakamura     | 6.43,37 (9)  |
| 8          | Buiten | Tsubasa Horikawa   | 6.45,31 (11) |
| Dweilpauze |        |                    |              |
| 9          | Binnen | Kazuya Yamada      | 7.03,07 (17) |
| 9          | Buiten | Motonaga Arito     | 6.39,87 (7)  |
| 10         | Binnen | Riku Tsuchiya      | 6.35,66 (5)  |
| 10         | Buiten | Takuro Ogawa       | 6.37,25 (6)  |
| 11         | Binnen | Ryosuke Tsuchiya   | 6.29,35 (1)  |
| 11         | Buiten | Seitaro Ichinohe   | 6.31,46 (3)  |
| 12         | Binnen | Masahito Oobayashi | 6.31,25 (2)  |
| 12         | Buiten | Takahiro Ito       | 6.39,89 (8)  |